# Брендон Кларк
Брендон Кларк (англ. Brandon Clarke; нар. 19 вересня 1996) — канадсько-американський професійний баскетболіст клубу «Мемфіс Ґріззліс» Національної баскетбольної асоціації (НБА). Він грав у студентський баскетбол у чоловічій баскетбольній команді «Гонзага Буллдогс» і «Сан Хосе Стейт Спартанс». На драфті НБА 2019 року його задрафтували «Оклахома-Сіті Тандер» під 21-м номером й одразу обміняли у «Ґріззліс». У 2020 році він був включений до першої збірної новачків НБА.

## Ранні роки
Кларк народився у Ванкувері, Британська Колумбія, у матері-канадки та батька з Ямайки. У віці трьох років Кларк разом із сім'єю переїхав до американського міста Фінікс, штат Аризона. Тут він навчався у місцевій школі. Має подвійне громадянство Канади та США. Після вдалого сезону у шкільній баскетбольній команді «Аризона репаблік» назвала його гравцем номером один.

## Студентська кар'єра
Він грав два сезони за «Сан-Хосе Стейт Спартанс». На першому курсі головні тренери ліги Маунтін-Вест визнали його шостим гравцем року за його 10,1 очка та 7,3 підбирання за гру.
Наступного року він набирав у середньому 17,3 очка, 8,7 підбирання, 2,6 блок-шота та 2,3 передачі. Після сезону він перейшов до «Гонзаги», у складі якої пропустив сезон 2017—2018.
У юніорському сезоні у «Гонзага» Кларк отримав звання «Новачок року» Конференції Західного узбережжя, «Захисник року»: вперше в історії конференції гравець отримує ці два титули в одному сезоні. 23 березня 2019 року Кларк встановив власний рекорд — 36 очок, 8 підбирань, 5 блок-шотів і 3 результативні передачі у перемозі над «Бейлор Беарс» з рахунком 83:71. Він став третім гравцем в історії турніру НАСС, який набрав понад 35 очок і 5 блок-шотів, з цим результатом приєднавшись до Шакіла О'Ніла та Девіда Робінсона, яким це вдалося. Кларк також побив командний рекорд за кількістю набраних очок у грі турніру НАСС, раніше встановлений Адамом Моррісом.

## Професійна кар'єра

### «Мемфіс Ґріззліс» (2019–теперішній час)
Кларк був обраний у першому раунді драфту НБА 2019 під 21-м номером. 7 липня 2019 року «Мемфіс Ґріззліс» оголосили, що вони офіційно придбали право на Кларка в «Оклахома-Сіті Тандер» на право драфту на Даріуса Базлі та майбутній вибір другого раунду драфту. З чотирма дабл-даблами він був названий найціннішим гравцем (MVP) Літньої ліги НБА 2019, ставши другим неамериканцем, який виграв цю нагороду. Він набрав 15 очок, 16 підбирань, 4 передачі та 3 блок-шоти у чемпіонській грі, а також став MVP гри, ставши першим неамериканцем, який виграв чемпіонат, і першим володарем обох нагород в історії Літньої ліги.
23 жовтня 2019 року Кларк дебютував у НБА, вийшовши з лави запасних у матчі проти «Маямі Гіт», який завершився рахунком 101:120. Він набрав 8 очок, 7 підбирань, 1 результативну передачу та блок-шот. 18 грудня він встановив власний рекорд — 27 очок і 7 підбирань у поразці від «Оклахома-Сіті Тандер» (122:126). Кларк знову набрав 27 очок, а також 6 підбирань і 2 перехоплення у перемозі над «Портленд Трейл Блейзерс» (111:104). 25 лютого 2020 року було оголошено, що Кларк не буде грати через травму правого квадратного м'яза стегна. 15 вересня 2020 року Кларк приєднався до збірної новачків НБА сезону 2019—2020.
16 грудня 2020 року «Ґріззліс» реалізували своє право на Кларка на сезон 2021—2022. 8 січня 2021 року він набрав рекорд сезону — 21 очко, а також 8 підбирань, 5 передач і 2 блок-шоти у перемозі над «Бруклін Нетс» з рахунком 115:110. «Ґріззліс» вперше з 2017 року пройшли кваліфікацію до плей-офф після серії перемог у плей-ін. 29 травня під час серії першого раунду «Ґріззліс» проти «Юти Джаз» Кларк дебютував у плей-офф, зігравши 7 хвилин і зробивши 1 підбір у третій грі з рахунком 111:121. «Ґріззліс» програли «Джаз» у п'яти іграх.
16 жовтня 2021 року «Ґріззліс» реалізували своє право на Кларка на сезон 2022—2023. 28 січня 2022 року Кларк зробив рекорд сезону — 22 очки та 3 підбирання у перемозі над «Ютою Джаз» (119:109). «Ґріззліс» другий сезон поспіль потрапили у плей-офф, де зіткнулися з «Міннесотою Тімбервулвз» у серії першого раунду. 26 квітня Кларк поставив особистий рекорд у плей-офф — 21 очко та 15 підбирань у п'ятій грі, виграній з рахунком 111:109. 29 квітня він набрав 17 очок, 11 підбирань, 5 передач і 3 блок-шота, тоді «Ґріззліс» викунили «Тімбервулвз» з плей-офф, перемігши у 6-й грі з рахунком 114:106. Зрештою «Ґріззліс» вибули під час другого раунду, «Голден Стейт Ворріорз» перемогли їх у шести іграх.
16 жовтня 2022 року Кларк підписав чотирирічний контракт з «Ґріззліс» на 52 мільйони доларів. 3 березня 2023 року під час поразки від «Денвер Наггетс» з рахунком 113:97 він отримав травму лівої ноги та вибув з гри, зігравши лише дві хвилини. Наступного дня оголосили, що Кларк отримав розрив лівого ахіллового сухожилля, тому він завершує сезон 2022—2023.

## Кар'єрна статистика

### НБА

#### Регулярний сезон
| Сезон     | Команда | GP  | GS | MPG  | FG%  | 3P%  | FT%  | RPG | APG | SPG | BPG | PPG  |
| --------- | ------- | --- | -- | ---- | ---- | ---- | ---- | --- | --- | --- | --- | ---- |
| 2019–2020 | Мемфіс  | 58  | 4  | 22.4 | .618 | .359 | .759 | 5.9 | 1.4 | .6  | .8  | 12.1 |
| 2020–2021 | Мемфіс  | 59  | 16 | 24.0 | .517 | .260 | .690 | 5.6 | 1.6 | 1.0 | .9  | 10.3 |
| 2021–2022 | Мемфіс  | 64  | 1  | 19.5 | .644 | .227 | .654 | 5.3 | 1.3 | .6  | 1.1 | 10.4 |
| 2022–2023 | Мемфіс  | 56  | 8  | 19.5 | .656 | .167 | .723 | 5.5 | 1.3 | .6  | .7  | 10.0 |
| Кар'єра   | Кар'єра | 237 | 29 | 21.3 | .604 | .290 | .705 | 5.6 | 1.4 | .7  | .9  | 10.7 |

#### Плей-ін
| Сезон   | Команда | GP | GS | MPG  | FG%  | 3P%  | FT% | RPG | APG | SPG | BPG | PPG  |
| ------- | ------- | -- | -- | ---- | ---- | ---- | --- | --- | --- | --- | --- | ---- |
| 2020    | Мемфіс  | 1  | 0  | 24.6 | .727 | .800 | –   | 4.0 | 3.0 | .0  | 2.0 | 20.0 |
| Кар'єра | Кар'єра | 1  | 0  | 24.6 | .727 | .800 | –   | 4.0 | 3.0 | .0  | 2.0 | 20.0 |

#### Плей-офф
| Сезон   | Команда | GP | GS | MPG  | FG%  | 3P%  | FT%  | RPG | APG | SPG | BPG | PPG  |
| ------- | ------- | -- | -- | ---- | ---- | ---- | ---- | --- | --- | --- | --- | ---- |
| 2021    | Мемфіс  | 2  | 0  | 4.5  | .500 | —    | —    | .5  | .0  | .0  | .5  | 1.0  |
| 2022    | Мемфіс  | 12 | 0  | 24.7 | .615 | .000 | .667 | 7.0 | 2.0 | .8  | .8  | 12.3 |
| Кар'єра | Кар'єра | 14 | 0  | 21.8 | .613 | .000 | .667 | 6.1 | 1.7 | .6  | .8  | 10.7 |

### Коледж
| * | Очолив дивізіон I НАСС |

| Сезон     | Команда                 | GP      | GS      | MPG     | FG%     | 3P%     | FT%     | RPG     | APG     | SPG     | BPG     | PPG     |
| --------- | ----------------------- | ------- | ------- | ------- | ------- | ------- | ------- | ------- | ------- | ------- | ------- | ------- |
| 2015–2016 | Сан Хосе Стейт Спартанс | 31      | 3       | 23.5    | .634    | .167    | .561    | 5.6     | 1.5     | .7      | 1.2     | 8.8     |
| 2016–2017 | Сан Хосе Стейт          | 30      | 30      | 31.9    | .592    | .333    | .572    | 8.7     | 2.3     | 1.2     | 2.6     | 17.3    |
| 2017–2018 | Гонзага Буллдогс        | не грав | не грав | не грав | не грав | не грав | не грав | не грав | не грав | не грав | не грав | не грав |
| 2018–2019 | Гонзага                 | 37      | 36      | 28.1    | .687*   | .267    | .694    | 8.6     | 1.9     | 1.2     | 3.1     | 16.9    |
| Кар'єра   | Кар'єра                 | 98      | 69      | 27.8    | .639    | .250    | .618    | 7.7     | 1.9     | 1.0     | 2.3     | 14.5    |